# Kameničná (okres Komárno)
Kameničná (maďarsky Keszegfalva) je obec na Slovensku v okrese Komárno. Leží ve východní části Žitného ostrova, na pravém břehu Váhu. Žije v ní přibližně 1 900 obyvatel. Přes obec vede silnice z Komárna do Kolárova. K obci jsou přičleněny osady Bálvány, Lohát a Szolos.

## Historie
První písemná zmínka o vesnici pochází z roku 1482. Kameničná během tureckých nájezdů v 17. století zpustla, ale později byla opětovně osídlena. V roce 1914 byla obec napojena na železniční trať Komárno–Kolárovo, na které byla v roce 2003 osobní přeprava zastavena. V roce 1965 byla obec těžce zasažena katastrofickými povodněmi Dunaje. V roce 1990 bylo národnostní složení obyvatelstva: 1459 občanů maďarské národnosti, 277 občanů slovenské národnosti a 23 občanů jiných národností.

## Pamětihodnosti
- Římskokatolický kostel svatého Vendelína, jednolodní novoklasicistní stavba z let 1869–1870, s pravoúhlým ukončením presbytáře a věží tvořící součást její hmoty. Stojí na místě barokní stavby z roku 1755.
- Parní přečerpávací stanice z let 1901 až 1902, technická památka, jednopodlažní dvouprostorová stavba se sedlovými střechami
- V katastrálním území obce leží přírodní rezervace Lohotský močiar a Malý ostrov a zasahují do něj části chráněného areálu Dropie a přírodní rezervace Vrbina.